# El Perill Català
El Perill Catalá (sic per El perill català) és un assaig literari escrit en 1931 pel poeta valencià Josep Maria Bayarri, amb pròleg de Rafael Raga.
El llibre, tot i ser considerat un pamflet anticatalanista, o un testimoni d'un regionalisme valencià conservador predecessor del blaverisme, està escrit des de l'estima al poble català, i deu el seu cridaner títol a un rebuig de l'autor vers el pancatalanisme que propugnaven alguns sectors de la societat catalana.
Al llibre es realitza una advertència al poble valencià que la puixança de Catalunya en diferents terrenys podria acabar absorbint-los, tesi que posteriorment seria feta pròpia i propagada pel blaverisme a partir de final dels anys 1970.
Segons conta Bayarri en la seua autobiografia de 1966, personalitats com Ignasi Villalonga arribarien a dissuadir-lo de manera amistosa per tal de no publicar l'obra. Així mateix, la publicació del llibre no fou cap impediment perquè Bayarri continuara col·laborant amb els diferents sectors del moviment valencianista, fins i tot aquells més propers al catalanisme.